# بيت المقدس (جريدة)

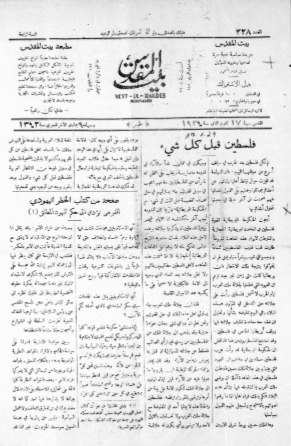
جريدة بيت المقدس

بيت المقدس هي صحيفة فلسطينية كانت تصدر في القدس مرتان في الأسبوع، صدرت بين السنوات 1919-1924. صاحب الجريدة ومؤسسها هو بندلي إلياس مشحور أما محررها فهو أنطون لورنس. صدر العدد الأول من الصحيفة بتاريخ 26 كانون الأول 1919.
في بداية الأمر، حملت الصحيفة شعار «جريدة عامة من الشعب للشعب» ومن ثم تغير شعارها ليصبح «جريدة سياسية أدبية تصدر مرتين في الأسبوع مؤقتًا».
في السنة الثانية لصدورها، قامت الصحيفة بنشر مقالة افتتاحية تتحدث فيها عن كونها قد تأسّست عام 1908، إذ جاءت بديلًا لصحيفة الإنصاف التي صدرت في العهد العثماني.
كانت الصحيفة في آرائها ومقالاتها تحمل روحًا معادية لحركة الاستيطان الصهيونية في فلسطين، ولكنها لم تحمل العداء ذاته تجاه حكومة الانتداب وسياساتها في فلسطين، إلا أنها كانت تطالب باستمرار بإلغاء وعد بلفور. وقد قال فيها عمر الصالح البرغوثي في مقال موجز بصحيفة مرآة الشرق «كانت تُتهم بأنها فرنسية ولكنها خدمت القضية الفلسطينية وكان يتولى إدارتها كتاب مجيدون منتقدون......وإننا نشكرها على ما فعلت».